# ガラスエッチング
ガラスエッチング（glass etching）とは、ガラスの表面に型紙などで保護部分をつくり、それ以外の部分を硫酸などの薬品などを用いて腐食させることによって装飾するエッチングやガラス工芸の技法の1つ。版画のエッチングなどと同様。

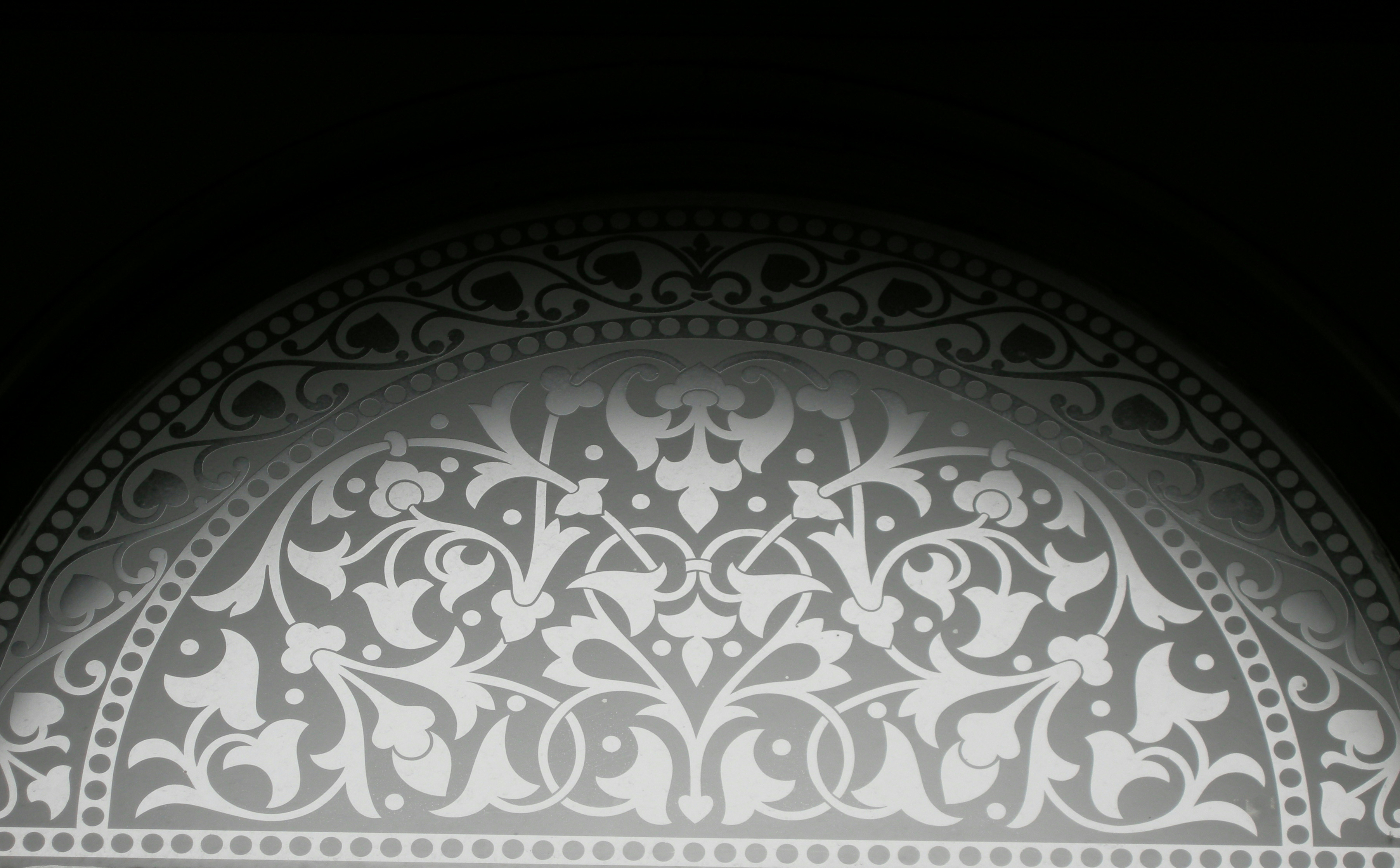
バンクフィールド美術館の窓

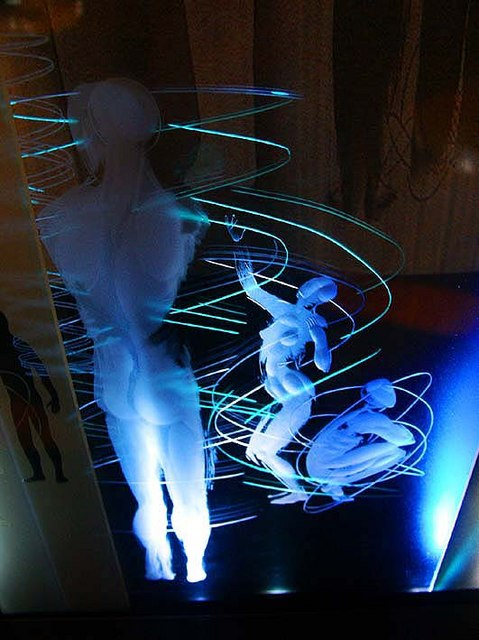
スコットランドのガラス作家でケルト音楽家のアリソン・キネールドによるスコットランド議会内の作品(2003)

古来の歴史のある技術であり、アールヌーボーの代表的なガラス作家・工場を行なったエミール・ガレやドーム兄弟の装飾技法の1つとしても知られる。
通常はフッ酸（フッ化水素酸と硫酸の混合液）を腐食液として使用するが、最近では、薬品の危険性から専用のエッチングクリームも用いられている。
近年は工業的に開発された砂の吹きつけによる工法サンドブラストをガラスに応用したものをガラスエッチングと呼称・宣伝されて、販売・教室などが行なわれている。